# ديفيد دبليو. سويت
ديفيد دبليو. سويت هو محامي وسياسي أمريكي، ولد في 8 أكتوبر 1948 في بيتسبرغ في الولايات المتحدة. نشط حزبياً في الحزب الديمقراطي. وقد انتخب عضو مجلس نواب بنسيلفانيا ‏.